# Eupithecia exactata
Eupitecia exactata es una especie de polilla de la familia Geometridae . La especie fue descrita por primera vez por Otto Staudinger en 1882 y ha sido descrito en Asia Central. El holotipo de la especie fue descrita en el sector del fuerte Naryn al este de Turkestán.